# Padrť
Padrť je zaniklá obec, která stávala v Padrťském údolí v Brdech, v severozápadním sousedství Dolejšího Padrťského rybníka. Po nástupu komunistického režimu bylo v roce 1951 rozhodnuto o rozšíření Vojenského újezdu Brdy. Obyvatelé Padrtě byli spolu s obyvateli z dalších obcí Zaběhlá, Kolvín, Velcí a Hrachoviště vystěhováni v roce 1952. Následně byly obce srovnány se zemí.

## Geografie
Území Padrtě leží při západním okraji Středních Brd v nadmořské výšce 620–650 m. Přítomností rybníků a vysokou nadmořskou výškou tu panuje jedno z nejchladnějších a nejvlhčích podnebí této části Čech. Průměrná roční teplota zde dosahuje 6,6 °C a roční úhrn srážek se pohybuje okolo 800 mm. Na jižním a východním břehu Hořejšího Padrťského rybníka bylo nalezeno množství vzácných rostlin. Území je také velmi významné pro výskyt různých druhů ptactva, obzvláště vodních ptáků. Vyskytuje se zde např. orel mořský, orlovec říční a čáp černý.
V roce 1979 se z nařízení vlády Padrť a místní rybníky staly součásti chráněné oblasti přirozené akumulace vod.

## Historie

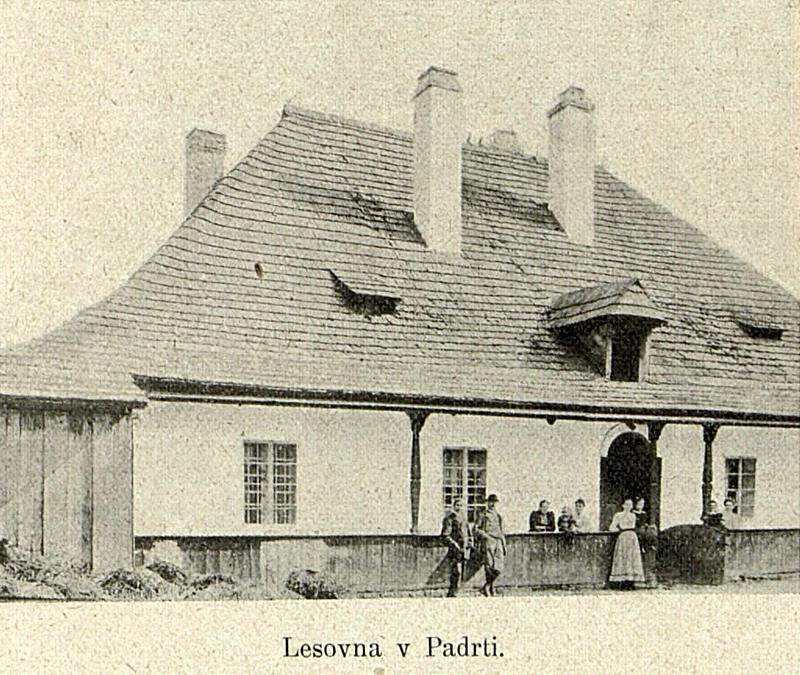
Lesovna

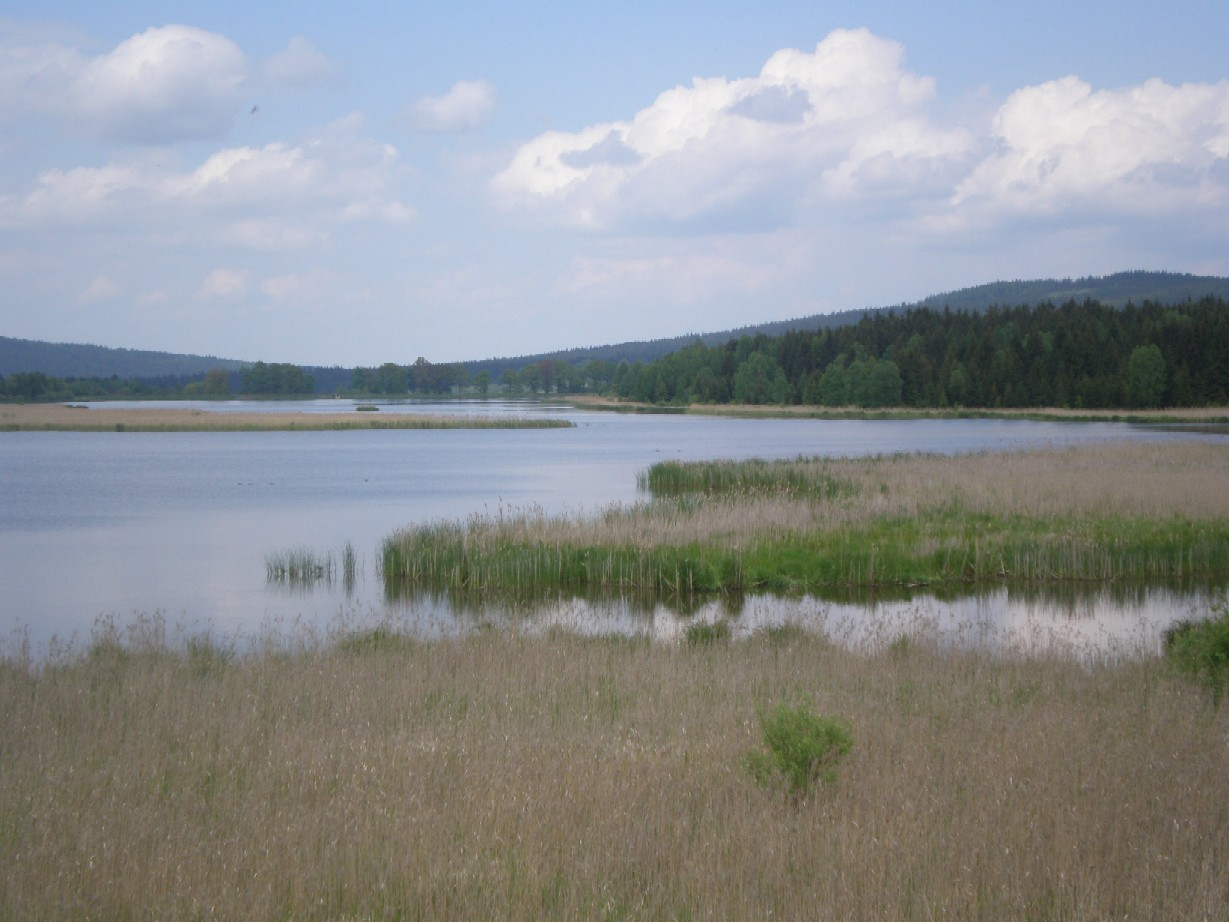
Dolejší Padrťský rybník

Obec Padrť byla založena v 18. století, v místě původní hutě, která se zde nacházela již v 16. století, v době, kdy nechal pravděpodobně Florián Gryspek založit Padrťské rybníky. Přímý záznam o jejich vzniku neexistuje, ale zmiňuje je urbář z roku 1565. Obec samotnou založili němečtí hutníci, kteří pracovali v místních provozech – dvě vysoké pece, čtyři hutě a pět hamrů. Název obce je odvozen od slova „drtit“ či „podrtit“. Stavbou s čp.1 byl dům lesní správy, který je zmiňován již roku 1670, kdy sloužil jako dům hamerního úřadu a později v letech 1927–1952 v něm sídlila vojenská lesní správa. V roce 1753 je zde zaznamenána vysoká pec a pět hamrů na Padrťském potoce – čtyři zkujňovací, jeden cánový, v němž se vyráběly železné pruty pro cvokařské dílny. Výroba železa přilákala na Podbrdsko mnoho dělníků s rodinami. Jednalo se o období největšího rozmachu obce, kdy zde bydlelo nejvíce obyvatel. Poslední hamr na Padrti přestal fungovat v roce 1867. V roce 1879 zakoupil zbirožské panství včetně Padrtě kníže Josef Colloredo-Mansfeld. V roce 1890 fungovala v obci šindelka – strojová výroba šindelí.

### Rozvoj turismu a zřízení vojenské střelnice
V 19. století obec svým umístěním v krásné přírodní scenérii a s podhorským charakterem, lákala množství turistů. Oblíbeným cílem byl hostinec „U rybníka“, kde se konaly taneční zábavy. Nájemci byli František Tichý, Karel Tichý a Josef Felt. Další hostinec se jmenoval „U Nováků“ a nacházela se zde stanice Klubu českých turistů, i letní kuchyně pro sezónní turisty, tzv. lufťáky. V létě na Padrť jezdila řada slavných osobností, jako např. spisovatelka Růžena Jesenská, básníci Karel Toman a Vladimír Holan, také divadelní herec Eduard Vojan. V roce 1922 si postavili skauti tábor na západním břehu Horního Padrťského rybníka. Zdejší velkou událostí byl jednou za dva roky ceremoniální výlov Padrťských rybníků. Zaměstnanci hraběte Colloredo-Mansfelda, jemuž rybníky v rámci zbirožského velkostatku patřily, odtud odváželi vozy plné kaprů, štik, okounů a také úhořů, kterých zde byla vždy hojnost. Koncem výlovu bylo zvoláno „hoří!”, což značilo konec oficiálního výlovu, po němž mohl do rybníka vstoupil kdokoliv, aby si mohl vzít zapomenutou rybu.
V roce 1924 bylo rozhodnuto o zřízení vojenské střelnice v Brdech. Proti tomuto rozhodnutí protestovali obyvatelé Padrtě i dalších dotčených obcí.
V roce 1930 do Padrtě začala jezdit soukromý autobus, kterým děti jezdily do Mirošova do měšťanské školy. V tomto roce navštívil obec prezident Tomáš Garrigue Masaryk. Kvůli počínající hospodářské krizi přibývalo nezaměstnaných, kteří hledali práci v lese.

### Druhá světová válka
Dne 15. března 1939 vstoupila do Brd, za husté sněhové vánice, německá armáda – wehrmacht. Střelnice nově dostala název Truppenübungsplatz Kammwald a německá správa ji rozšířila o zastavěná území obcí Padrť, Přední a Zadní Zaběhlá, Kolvín, Skořice, Příkosice, Hořice, Vísky, Trokavec, Štítov a Myt'. Kromě lesních zaměstnanců a povozníků se obyvatelé Padrti, Kolvína a Zaběhlé museli vystěhovat. Lesáci mohli zůstat kvůli lesní kalamitě, která se stala v noci 14. na 15. listopad 1940, kdy větrná bouře vyvrátila a polámala v okolních lesích jeden a čtvrt milionu kubických metrů lesního porostu. Pro civilní obyvatelstvo byl vstup do lesů a prodej palivového dřeva zakázán a dřevo bylo přidělováno z prořezávek. V čele obce místo starosty stál vládní komisař. Po vysídlení Kolvína byla do Padrtě převezena kolvínská knihovna i vybavením a další drobnosti z inventáře DTJ Kolvín.
V roce 1942 u Kolvína vznikl pracovní tábor, pro 3000–5000 lidí, kde pracovali váleční zajatci, kteří zde zpracovávali dřevo pro potřeby německého průmyslu. Další pracovní tábory existovaly v Mirošově, Strašicích, na Huti nebo v Kvani. Dřevo z oblasti kolem Padrtě bylo dopravováno na rychle vybudovaných úzkokolejných tratích do Mirošova. Když přišla do Pardti zpráva o konci války, byl již v neděli 6. května ustanoven Národní výbor, jehož předsedou se stal řídící učitel Janoušek. Ve středu 9. května přijeli na Padrt' četníci sdělit, že z Prahy prchá v malém zeleném autě s přívěsným vozíkem K. H. Frank, proto byly na Padrti udělány barikády z automobilů a byly posíleny hlídky. Ve čtvrtek 10. května přijely do Padrtě dva džípy americké armády. V květnu dorazila do Padrtě rovněž Rudá armáda a do obce se do svých často zdevastovaných domovů, začali vracet vystěhovaní obyvatelé. Koncem října Rudá armáda z Padrtě odešla a do brdské střelnice se vrátil její předválečný režim.

### Poválečné období a zánik obce
V roce 1949 byl vydán zákon o vojenských újezdech a území brdské střelnice se stalo vojenským újezdem Brdy. Obce Padrť a Kolvín byly vyčleněny z okresu Rokycany a staly se součástí vojenského území Hořovice. V roce 1951 bylo rozhodnuto že se vojenský újezd Brdy rozšíří a obce Padrť, Zaběhlá, Kolvín, Hrachoviště a Velcí zaniknou. Obyvatelé se museli vystěhovat do roku 1952. Při násilném vysídlování byly nemovitosti oceňovány ceníkem z roku 1939 z doby vrcholící inflace. Navíc byl stanoven strop 500 000 Kčs za jednu nemovitost. Toto nízké finanční odškodnění navíc brzy znehodnotila měnová reforma. Stěhování prováděl vojenský stěhovací oddíl a stěhovací náklady platil vystěhovaný. V roce 1953 bylo započato s bouráním domů, které vykonali vojáci pomocných technických praporů.

### Po roce 1989
V roce 1991 přijala Česká národní rada usnesení v němž doporučila vládě zahájit jednání o vyřešení majetkoprávních vztahů ve stávajících vojenských újezdech. V dubnu roku 1992 bylo přijato usnesení v němž Česká národní rada doporučila, aby byly odstraněny i majetkové křivdy spáchané na občanech na základě některých majetkových předpisů, zejména zákona o vojenských újezdech z roku 1949. Téhož roku 4. května byl ustanoven Svaz vyhnanců z Brd, který si dal za cíl získat důstojné odškodnění a své odejmuté pozemky zpět. Dne 3. července 1993 se v sokolovně v Mirošově sešlo 180 rodáků z vystěhovaných obcí v Brdech. Ze sjezdu byly odeslány petice Federálnímu shromáždění, České národní radě a federální vládě. Na závěr setkání padrťští rodáci položili kytici k pomníku padlých z 1. světové války ve Skořicích.
Dne 24. června 2000 se uskutečnilo setkání potomků rodáků, občanů a dalších příznivců obcí Padrť, Zaběhlá a Kolvín. Setkání se konalo v hostinci ve Skořicích. Při vyprávění vyšlo najevo, že Kolvín a Záběhlá mají své kroniky, Padrť tu svoji postrádá, i když snad zřejmě existovala. Dne 15. září 2007 se uskutečnil poslední sraz rodáků v restauraci Na Zámecké. Poté se vypravili do míst, kde stávaly jejich vesnice.
Dne 1. ledna 2016 vešel v platnost zákon, kterým byl zrušen vojenský újezd Brdy. Důvodem byla přílišná rozsáhlost prostoru, který byl málo využívaný a k počtu vojáků příliš velký. Na jeho místě vznikla chráněná krajinná oblast Brdy. V roce 2020 bylo u příležitosti 80. výročí od vystěhování obyvatel, vysázeno šest lip v místech, kde stávaly zaniklé obce.

## Obyvatelstvo
Vývoj počtu obyvatel a počtu domů v letech 1836–1952
| Rok                   | 1836 | 1838 | 1874 | 1896 | 1900 | 1921 | 1930 | 1938 | 1952 |
| --------------------- | ---- | ---- | ---- | ---- | ---- | ---- | ---- | ---- | ---- |
| Počet obyvatel        | 350  | 425  | 600  | 529  | 347  | 313  | 258  | 258  | 145  |
| Rozdíl počtu obyvatel | –    | +75  | –    | −71  | −182 | −34  | −55  | 0    | −113 |
|                       |      |      |      |      |      |      |      |      |      |
| Počet domů            | 30   | 45   | –    | 65   | –    | –    | 68   | 65   | 65   |
| Rozdíl počtu domů     | –    | +15  | –    | –    | –    | –    | –    | −3   | 0    |

### Náboženství
Padrť farně náležela ke Skořicím. Podle skořické farní kroniky bylo v roce 1924 v Padrti 95 obyvatel katolického vyznání, 26 obyvatel se hlásilo k československé církvi a 192 bylo bez vyznání. Kaplan skořické fary a vykonavatel duchovní správy pro Padrť si ve svém zápisu na tento stav postěžoval: „Poměry náboženské ve farnosti jsou přežalostné. Odpadová agitace zvláště u příležitosti sčítání lidu zde působila přímo katastrofálně. Lid si téměř úplně odvykl kostelu.“ V roce 1949 byla farnost Skořice společně s přifařenou Padrtí převedena do správy farnosti v Mirošově.
V obci stávala kaplička vedle pomníku padlým v 1. světové válce, obklopená třemi vzrostlými lípami. Po likvidaci vesnice v roce 1953 zmizel i její zvon, který byl následně objeven v kovárně v Dobřívě, odkud byl předán do Krajského muzea v Plzni.

### Obecní správa
Při sčítání lidu v letech 1869–1930 bývala Padrť obcí v okrese Plzeň (1869–1890) a později v okrese Rokycany a během následujících let zanikla.

## Školství

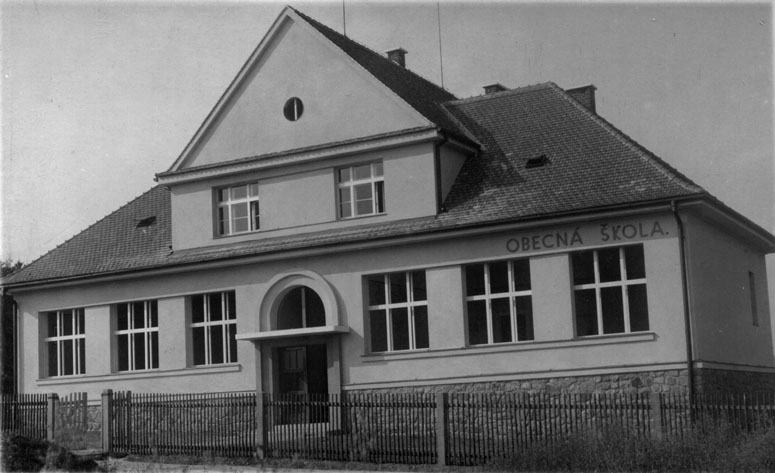
Obecná škola byla vystavěna v roce 1932

Podle tereziánského katastru docházely děti z Padrtě do jednotřídní školy do Skořic, zřízené při skořické faře. Chodily sem také děti z Kolvína a Štítova. Škola ovšem kapacitně nestačila, takže dětem z Padrtě a Štítova byla vyhrazena jako školní den středa. V roce 1804 byla v jednom z domů v Padrti zřízena jednotřídní škola, kam docházely místní děti z Padrti a Zaběhlé. Bylo jich až 200, takže sedávaly i na oknech či na podlaze. V roce 1862 obec postavila na vlastní náklady jednotřídní školu z vepřovic na níž byl nápis „Bohu a vlasti”. Rozšířena o druhou třídu byla v roce 1882 a později se rozrostla ještě o třetí třídu. V roce 1896 bylo ve škole zapsáno 169 dětí, které vyučovali J. Elhenický, J. Štěpán a jako výpomocný učitel J. Novák. Industriální učitelkou byla M. Elhenická. V roce 1917 okresní školní rada v Rokycanech udělila povolení ke stavbě nové školy, ale v následných letech panovaly spory s obcí Zaběhlá, kvůli nutnosti rozhodnout v jaké z obou obcí by nová školní budova měla stát. Nakonec v roce 1920 rozhodla zemská rada, že nová dvoutřídní škola bude vystavěna na Zaběhlé. Obec Padrť se proti tomuto rozhodnutí odvolala s odůvodněním, že místní škola klesne na jednotřídní, ale i přesto byla v roce 1923 dokončena stavba nové školy na Zaběhlé. Novou školu Padrť získala v roce 1932, kdy byla v otevřena nová dvoutřídní školní budova s bytem pro řídícího učitele v podkroví. V roce 1940 začaly do zdejší školy opět chodit žáci ze Zaběhlé, kde bylo vyučování přerušeno. Po skončení války se záběhelské děti opět vrátily do své školy. V roce 1948 byla k padrťské škole přiškolena obec Kolvín, kvůli malému počtu dětí. V roce 1949 začaly do padrťské školy opět chodit děti ze Zaběhlé. Po roce 1952 se budova školy na Padrti změnila na stanici SNB, jejíž příslušníci dohlíželi na odsun obyvatel. V 50. letech budovu rozebrali hasiči ze Strašic.

## Společnost
V roce 1904 byl v obci založen sbor dobrovolných hasičů. Od roku 1911 fungovala v obci družstevní záložna tzv. Kampelička s průměrným ročním obratem 1 milion korun. V roce 1912 byl v Padrti ustanoven Svaz západočeských domkářů a malorolníků (rozešel se v roce 1934). V obci fungoval divadelní spolek, který hrával v hospodě „U Krhounů” nebo v přírodě. Hrála se lidová představení, především veselohry nebo dramata se šťastným koncem. V roce 1930 byly v obci čtyři hostince (U Tichých, U Krhounů, U Novákových, U Řebounovic) dva obchody se smíšeným zbožím, řeznictví, pekárna, dva mlýny, pila s vlastní elektrárnou, šindelárna mimo provoz, středisková vojenská lesní správa, kaplička, obecní mostní váha a obecní stříkačka. V roce 1940 v Padrti existovala četnická stanice osazená až pěti četníky. V roce 1943 občané z Padrtě navštěvovali stálý biograf, zřízený firmou Fischer v Kolvíně v bývalém hostinci „U Drmců“, kde byly hrány i české filmy.

### Zvyky
- Draní peří – Zimy zde začínaly již v polovině listopadu a trvaly až do začátku března. Život se zpomalil. Lidé (hlavně lesní dělníci) měli problém se přes závěje sněhu dostat do práce. Ale udržovala se sjízdnost silnic, aby obec nebyla odříznuta od zásobování. V této době začínalo draní peří. Sousedky se scházely se po chalupách. U stolu pracovalo až 15 žen, někdy se k nim přidaly i děti. Vařily si čaj s rumem a k tomu přikusovaly pečené laskominy. Při draní se zpívalo, vyprávěly veselé, ale i smutné příběhy, vzpomínalo se na dřívější časy a došlo i na místní pověry.[33]
- Masopust – Konec masopustu byl oslavován maškarním průvodem, o který se starala dospívající mládež. Za doprovodu harmoniky se začínalo na horním konci vsi a končilo v hospodě u Krhounů.[33]
- Velikonoce – Na Velikonoce se těšili kluci. Ve škole bylo volno a na Zelený čtvrtek se chodilo rachtat. Kluci se svými řehtačkami nahrazovali zvonění v kapličce. Průvod začal v lese v 8 hodin ráno a pokračoval ke kapličce, kde se odříkal Otčenáš. Poté průvod prošel celou obcí, až k poslednímu domu. Vše se opakovalo v poledne a taky druhý den. Na Bílou sobotu nastalo koledování. Odměnu získali všichni, většinou vajíčka, nebo drobný peníz.[33]
- Letní průvod – Oblíbené byly výlety, pořádané jednou do roka. Lidé se sešli před hostincem a za doprovodu kapely v průvodu odešli na určené stanoviště. Zde se sedávalo na provizorních lavicích u stolků. Bylo připraveno prkenné pódium, na kterém se mohlo tančit. Byl zde i stánek s laskominami, pivem a limonádou. Děti soutěžily např. v běhu v pytli, skoku do výšky či dálky, hrály na slepou bábu atd. Bylo tu i kolo štěstí i šatlava, kam falešní strážníci strčili skoro každého dospělého, co měl při sobě krejcar, a ten se pak musel ze šatlavy vykoupit. Nejlepší akcí bylo prokousávání koláčů. A nakonec bylo divadelní představení.[33]
- Památka mistra Jana Husa – Dne 6. července se v organizaci pana řídícího konala akce k uctěná památky upáleného mistra Jana Huse, která byla každoročně pravidelně dodržována a v obci se těšila velké účasti. Stavěla se vatra vysoká 4 metry. Dříví na ni nanosili žáci z okolních lesů na místo pro tuto akci určené tzv. Vmýtce, v jejímž okolí nebylo žádných stromů, aby se zamezilo rizikům požárů. Po setmění byla hranice zapálena a program byl započat písní o Husovi, které následoval proslov a několik básní. Poté se kolem hranice za zpěvu sedívalo.[33]
- Taneční zábavy – V průběhu roku se konaly až tři bály – máje, posvícenská a mikulášská zábava. Hudebníků bylo dostatek, neboť v každé třetí vesnici byla kapela. Při těchto zábavách nechybělo zpívání, dámská volenka, šátečková, tombola a sóla pro náročné tanečníky. Tancovačky se obvykle táhly až k ránu a někteří ze zúčastněných pokračovali i druhý den.[33]

### Kriminalita
Těžký život lidí na Padrti dokresluje tragický případ smrti dítěte z roku 1925. Tehdy za nejasných okolností zemřela půlroční dcera Josefa Veverky, který pracoval jako dělník v železárnách v Hrádku. Lékař určil příčinou smrti zápal plic. V okolí se ale začalo mluvit o podivném úmrtí dítěte, jehož smrt nebyla přirozená. Nevyjasněnou smrt brzy začali vyšetřovat četníci. Dítě bylo exhumováno a byla provedena pitva, která zjistila že holčička zemřela v důsledku proražení jícnu drátem, který navíc putoval dále do břišní dutiny a protrhl i stěnu střeva. Kromě toho mělo dítě hluboko v krku zastrčenou hliněnou cvrnkací kuličku. Podezření padlo na Josefa Veverku, který se záhy přiznal k vraždě dcery. Při výslechu uvedl, že jednal v pomatení smyslů. Otec čtyřčlenné rodiny v důsledku hospodářské krize musel docházet do tři hodiny vzdálené práce, odkud se vracel v šest hodin večer, aby vstával již ve dvě hodiny ráno na ranní směnu. Rodina žila ve velmi chudých poměrech a svou daň na psychice si vybrala i válečná zkušenost z 1. světové války. Kromě toho přislíbený nový byt v Mirošově připadl jiné rodině. Bylo rozhodnuto, že obžalovaný Josef Veverka je odpovědný za své činy v plném rozsahu, ale když v červnu roku 1925 stanul před soudem, celá dvanáctičlenná porota ho omilostnila. Josef Veverka byl zproštěn obžaloby. Důvod tohoto rozhodnutí nebyl uveden.
V létě roku 1947 přijelo do obce četnictvo s vyšetřovateli. Přivezli pana Bauera, který je musel přivést k místu, kde tajně pohřbil svou ženu, kterou v roce 1945 po hádce usmrtil na dvorku polenem. Na jeho čin se přišlo tím, že se chtěl znovu oženit a proto se vydal na úřad, kde požadoval, aby jeho ženu prohlásili za mrtvou. Poté se vše začalo vyšetřovat a celá skutečnost vyšla najevo.

## Pamětihodnosti
- Socha svatého Jana Nepomuckého – kamenná barokní socha stávala u západního okraje hráze Dolejšího Padrťského rybníka pod jasanem a skupinou lip. Na jejím podstavci byl letopočet 1757 a text prozrazující účel jejího vzniku. Socha byla vystavěna za zesnulého šichtmistra zbirožského panství Jana Mikolajza. Socha se nedochovala. Spolu se stromy byla zničena při bourání obce po roce 1952.[35]
- Dřevořezba z roku 1777 – až do začátku 20. století visela v obci reliéfní dřevořezba údajně zobrazující císaře Josefa II. Nachází se ve sbírkách Muzea Dr. Bohuslava Horáka v Rokycanech.[35]
- Pomník padlým za 1. světové války byl přesunut do obce Skořice v roce 1975, spolu s pomníkem z obce Kolvín[4][36]

## Osobnosti
- Antonín Uxa (1847–1894), horník, novinář, stoupenec socialismu